# 68e régiment d'artillerie d'Afrique
Pour les articles homonymes, voir 68e régiment.
Le 68e régiment d'artillerie d'Afrique [68e RAA], ou 68e régiment d'artillerie, est une unité de l'Armée de terre française. Le régiment est le dernier des régiments d'artillerie d'Afrique en activité. Il est l'héritier des régiments d'artillerie d'Afrique et groupes d'artillerie d'Afrique. Il est à ce titre dépositaire des traditions de l'artillerie d'Afrique et autorisé officiellement depuis 1993 à porter des attributs spécifiques rappelant cet héritage.

## Création et différentes dénominations
Le 68e régiment d’artillerie est créé à Tlemcen (Algérie) le 16 avril 1941.
- 68e RALE (Régiment d'Artillerie Lourde et d'Engins) de 1960 à 1962.
- 68e RALD (Régiment d'Artillerie Lourde Divisionnaire) de 1962 à 1970.
- 68e RA (Régiment d'Artillerie) de 1970 à 1993.
Le 1er juillet 2004, 60 ans après l'avoir perdue, le 68e régiment d'artillerie d'Afrique retrouve son appellation d'origine par décision ministérielle.
Le 68e régiment d’artillerie d’Afrique est la continuation directe du 68e régiment d’artillerie blindée de 1941.

## Chefs de corps
- 1941 - 1942 : colonel De Hesdin
- 1942 - 1943 : colonel Navereau
- 1943 - 1944 :  colonel Rousset (tué au combat à Marseille le 24 août 1944)
- 1944 - 1945 : lieutenant-colonel Chrroy
- 1945 : colonel Zeller
- 1945 - 1946 : colonel Noetinger
- 1946 : colonel Boyer
- 1946 - 1947 : Cen Bertrand
- 1947 - 1949 : lieutenant-colonel Pouyat
- 1949 - 1951 : Cen Joube
- 1951 - 1954 : lieutenant-colonel Defert
- 1954 - 1956 : Dumont
- 1956 - 1958 : lieutenant-colonel Righini
- 1958 - 1960 : lieutenant-colonel Viëillard- Baron
- 1960 - 1962 : colonel Petitcler
- 1962 - 1964 : colonel Guerin
- 1964 - 1966 : colonel Singer
- 1966 - 1968 : colonel De Drouas
- 1968 - 1971 : lieutenant-colonel Lang

- 1971 - 1973 : colonel Merlet
- 1973 -1975 : colonel Souletis
- 1975 - 1977 : colonel Barret
- 1977- 1979 : colonel Pechinot
- 1979 - 1981 : colonel Remond
- 1981 - 1983 : colonel Doussot
- 1983 - 1985 : colonel Jolly
- 1985 - 1987 : colonel Heinzelmeier
- 1987 - 1989 : colonel Clee
- 1989 - 1991 : colonel Berder
- 1991 - 1993 : colonel Meyer
- 1993 - 1995 : colonel Costantini
- 1995 - 1997 : colonel Bernaille
- 1997 - 1999 : colonel Peran
- 1999 - 2001 : colonel de Tarlé
- 2001 - 2003 : colonel Péraldi
- 2003 - 2005 : colonel Trégou
- 2005 - 2007 : colonel Berthier
- 2007 - 2009 : colonel Boileau
- 2009 - 2011 : colonel Kunzelmann
- 2011 - 2013 : colonel Lendroit
- 2013 - 2015 : colonel Uhrich
- 2015 - 2017 : colonel Saint Loubert Bié
- 2017 - 2019 : colonel Legrier[2]
- 2019 - 2021 : colonel Pawlowski
- 2021 - 2023 : colonel Moutin
- 2023 - 2025 : colonel Cassan
- 2025 - 2027 - colonet Jaillet

## Historique

### Première Guerre mondiale
L'étendard unique des groupes d'artillerie d'Afrique termine le premier conflit mondial avec les inscriptions suivantes :
- Les Deux Morins 1914
- Champagne 1915
- Verdun 1916-1917
- L'Aisne 1917
- Picardie 1918

### Entre-deux-guerres
En 1919, tous les groupes d'artillerie de campagne d'Afrique (GACA) reviennent en Afrique du Nord. À partir de 1924 les GACA sont transformés au régiment et donnent naissance successivement:
- 1924 : 63e RAA (8e et 10e GACA)
- 1924 : 64e RAA (4e et 9e GACA)
- 1927 : 62e RAA (5e et 15e GACA)
- 1929 : 65e RAA (1re et 7e GACA)
- 1929 : 66e RAA (2e GACA)
- 1929 : 67e RAA (3e GACA)

### Seconde Guerre mondiale
En 1941, un travail de camouflage clandestin de matériel et de préparation à la reprise de la lutte par la formation de nouvelles unités est entrepris et permet, à la fin de 1942, la mobilisation pour la campagne de Tunisie. Ces nouvelles unités entrent en opération avec l’ancien matériel camouflé, puis avec des matériels cédés par les troupes américaines et les britanniques.
Le 68e RAA créé à Tlemcen, en Algérie le 16 avril 1941, est engagé en 1942-43 en Tunisie contre l'Afrikakorps. La victoire de Djebel Zaghouan ouvre la route de Tunis aux divisions du Maroc et d’Oran. Son comportement exemplaire pendant cette campagne lui vaut l'honneur d'être le premier régiment d'artillerie blindée mis sur pied en vue du débarquement en Provence. Ses hommes seront les premiers artilleurs à toucher le sol du sud de la France le 15 août 1944, les premiers également à tirer sur l'Allemagne le 20 novembre 1944. Des plages de La Nartelle aux frontières de l'Autriche où la capitulation allemande l'arrête, il participe à tous les combats décisifs de la 1re division blindée.

### Depuis 1945
« Unité légendaire sans laquelle aucune victoire n'eut été possible » Charles de Gaulle (1er octobre 1945).
Après la victoire des alliés, presque toutes les unités mises sur pied en Afrique du Nord pour la 1re armée restent en Europe, soit en occupation en Allemagne, les FFA, soit en garnison en France. Elles changeront pour la plupart leur numéro pour de nouveaux écussons en 1946.
Le 1er août 1946, le 68 est regroupé à Périgueux et prend le nom de I/68e RAA. En 1950, il déménage pour rejoindre Sarrelouis en Sarre, puis Trèves en Allemagne en 1960. En 1974 il déménage à nouveau pour s'installer toujours en Allemagne à Laudau.
Il est appelé 68e RALD (régiment d'artillerie lourde divisionnaire) et dépend de la 1re division blindée. À cette période le régiment est composé de 12 batteries actives dont deux équipée de deux lanceurs de fusées américaines de courte portée Honest John à ogive nucléaire et plusieurs de 4 obusiers automoteurs M41 de calibre 155 mm. La 12e batterie est une batterie d'instruction.
À partir du 15 juillet 1976, le 68e fait mouvement vers Phalsbourg et s'implante au quartier La Horie où il va demeurer huit ans. Durant cette période le régiment revient à une structure quaternaire avec l'adjonction d'une quatrième batterie. L'année 1984 marque un tournant important dans la vie du 68e et le conduira à la configuration et au potentiel opérationnel qu'on lui connaît aujourd'hui. C'est en effet à cette date qu'il s'installe au camp de La Valbonne, dans l'Ain, pour intégrer en tant que régiment semi-professionnalisé la 6e division légère blindée, avec laquelle il participe à toutes les opérations de ces dernières années.
Le 68e RAA est l'héritier et le dépositaire du patrimoine des 7 régiments d'artillerie d'Afrique disparus et l'héritier de leurs riches traditions.
Lors de la professionnalisation de l'armée de terre, en 1999, il rejoint la 3e brigade mécanisée dont l'état-major est à Clermont-Ferrand. Cette brigade a changé d’appellation et est devenue 3e brigade légère blindée le 1er juillet 2014.
Dans le cadre de la réorganisation de l'armée de terre, il intègre la 7e brigade blindée de la 1re division en 2016.
Lors de la guerre civile syrienne et la seconde guerre civile irakienne, les Caesar du 68e régiment d'artillerie d'Afrique participent aux  batailles de Mossoul et d'Hadjïn.

## Étendard

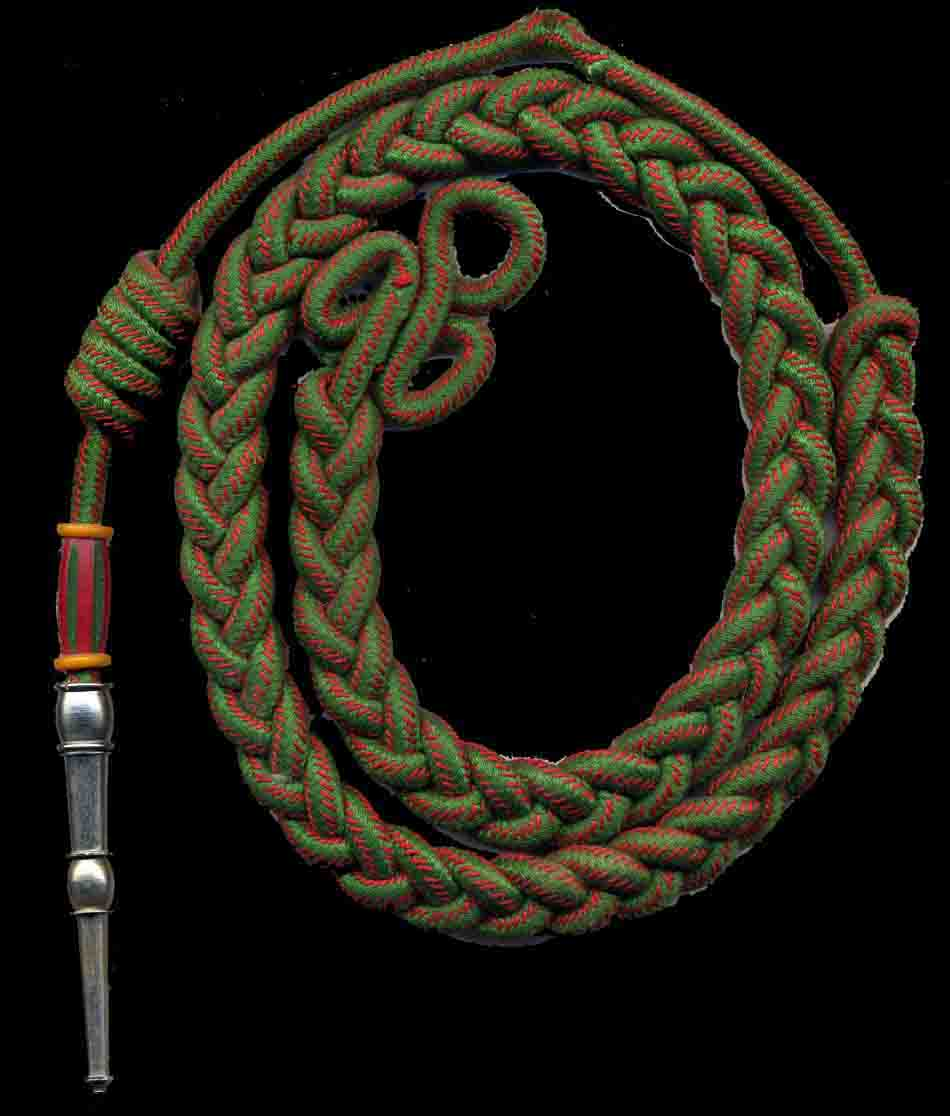
Fourragère aux couleurs du ruban de la croix de guerre 1914 1918 avec olive aux couleurs du ruban de la croix de guerre 1939 1945.

L'étendard commun aux groupes d'artillerie de campagne d'Afrique, remis le 14 juillet 1911 lors de la revue de Longchamp, porte les inscriptions Casablanca 1908 et Bou Denib 1908,. La décision no 12350/SGA/DMPA/SHD/DAT du 14 septembre 2007 remplace ces inscriptions par Maroc 1908.
Il porte, cousues en lettres d'or dans ses plis, les inscriptions suivantes :
- Maroc 1908
- Les Deux Morins 1914
- Champagne 1915
- Verdun 1916-1917
- L'Aisne 1917
- Picardie 1918
- Djebel-Zaghouan 1943
- Mulhouse 1944-1945
- Danube 1945

## Décorations
Sa cravate est décorée de la Croix de guerre 1939-1945 avec trois palmes (trois fois cité à l'ordre de l'armée).
Le 68e RAA porte la fourragère aux couleurs du ruban de la Croix de guerre 1914-1918 avec une olive aux couleurs du ruban de la Croix de guerre 1939-1945 (la fourragère aux couleurs du ruban de la croix de guerre 39-45 n’ayant jamais été officialisée).
Le 3 juillet 2013, l'étendard du 68e RAA est décoré de la croix de la Valeur militaire avec étoile d’argent, pour son engagement en Afghanistan de mai 2010 à novembre 2012.
Le 8 décembre 2014, l'étendard du  68e RAA est décoré de la croix de la Valeur militaire avec étoile de bronze, pour son engagement dans l'opération Serval au Mali en 2013.
Le 1er juin 2022, lors de cérémonie de commémoration de la bataille de Wagram à l'École de l'artillerie, l'étendard du 68e RAA est décoré de la croix de la Valeur militaire avec étoile de Vermeil, par le CEMAT, pour son engagement et ses actions au sein de la Task force Wagram en 2016 et 2018.

## Devise
De l´audace toujours

### Traditions

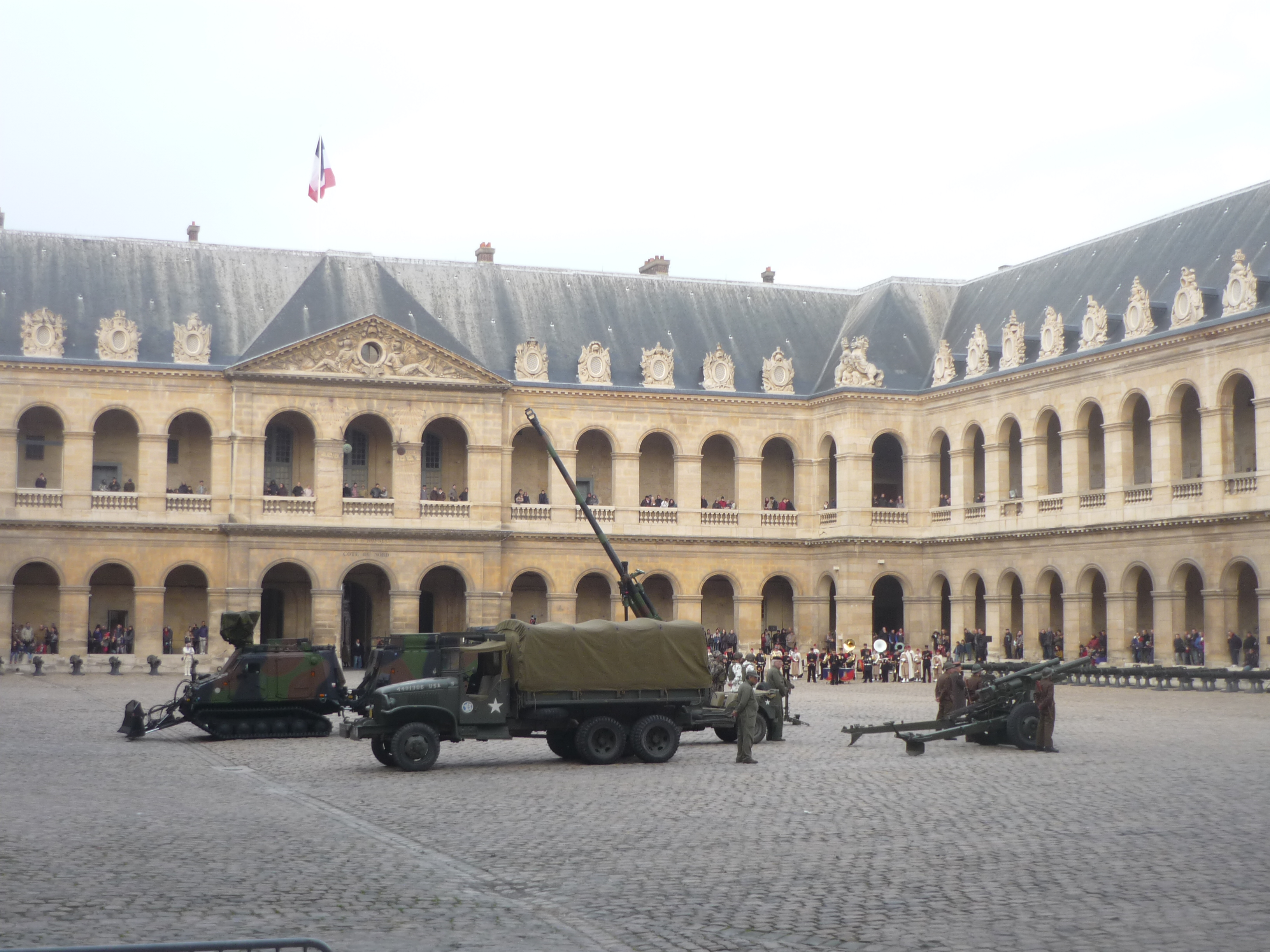
Commémoration de la Sainte-Barbe à l'Hôtel des Invalides, Paris (2015).

Chaque batterie est en charge de perpétuer la mémoire des régiments d’artillerie d’Afrique aujourd’hui disparus. Il libère la ville d’Anse (Nord de Lyon) le 3 septembre 1944 qui deviendra sa ville marraine en 2004. Sa sainte patronne est la Sainte-Barbe.
Depuis le 1er juillet 2020, les artilleurs d’Afrique ont changé leur insigne de béret et porte désormais le tough de l’artillerie d’Afrique.

Tough, prononcé « tougue » est l’emblème même de l’artillerie d’Afrique, il est composé de l’étoile chérifienne, d’un croissant de lune et de deux bombardes.

## Le régiment aujourd'hui
Au XXIe siècle, le 68e régiment d'artillerie d'Afrique, est l’unique régiment dépositaire des traditions de l’artillerie d’Afrique.

### Implantation
Le 68e RAA est situé à 25 km de Lyon, à La Valbonne, dans le département de l’Ain. L’unité est installée dans le Quartier Jules Bobillot (artilleur, sergent mort des suites de ses blessures lors du siège de Tuyen Quang, au Tonkin, en 1885). En 2014, le 68e fête ses 30 ans de professionnalisation. Le quartier Bobillot a été rebaptisé quartier Colonel Rousset du nom de son chef de corps tué en 1944 (Bataille de Marseille).

### Subordinations

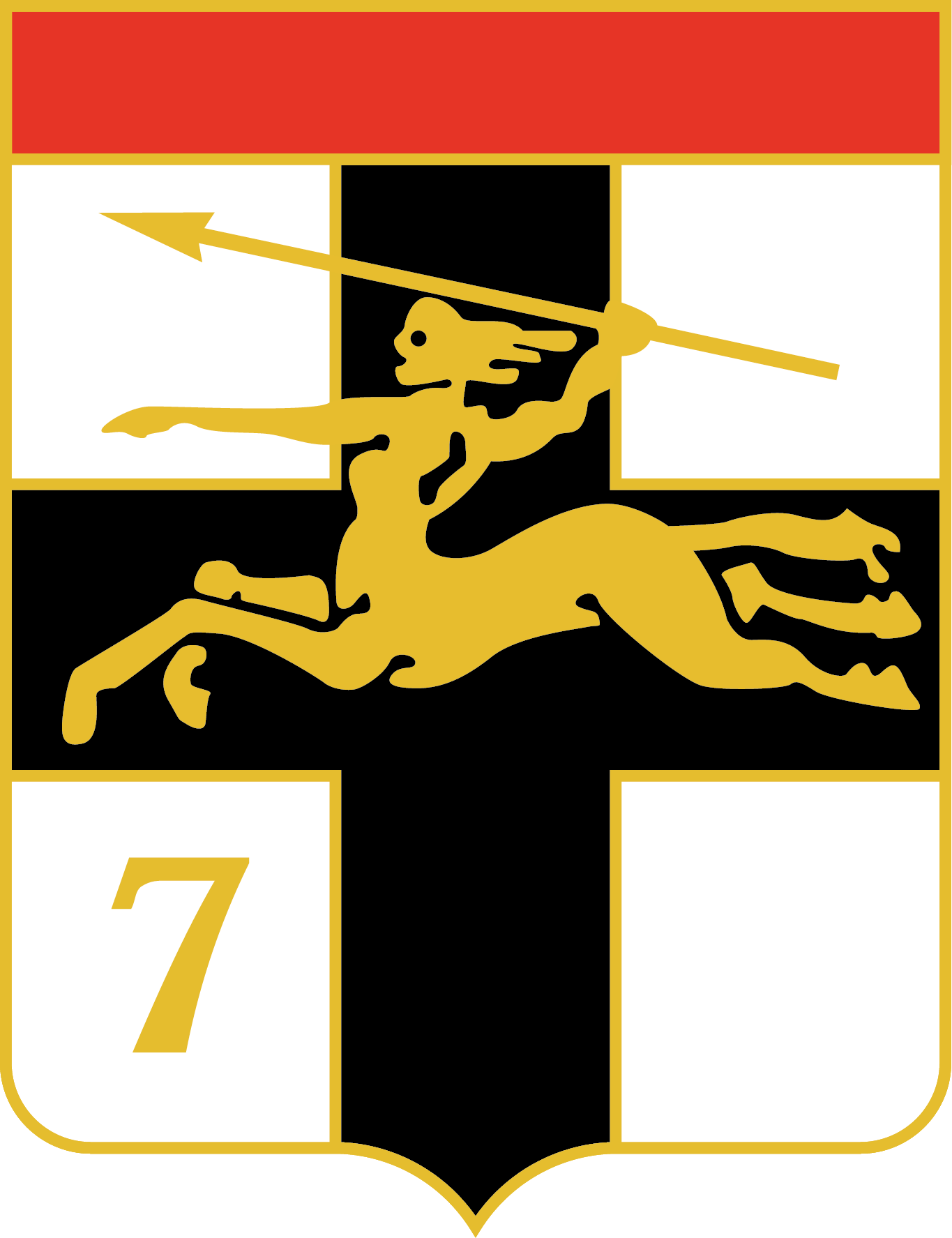
Insigne de la 7e brigade blindée.

Le régiment est subordonné à la 7e brigade blindée de la 1re division.

### Composition
- 1 batterie de commandement et de logistique ;
- 3 batteries feux sol-sol ;
- 1 batterie sol-air et lutte anti-drone ;
- 1 batterie d’acquisition spécialisé ;
- 1 batterie de réserve qui renforce le régiment dans le cadre des missions sur le territoire national (ex : Opération Sentinelle et Opération Résilience) et des missions de formation (ex : préparation militaire).

Détails

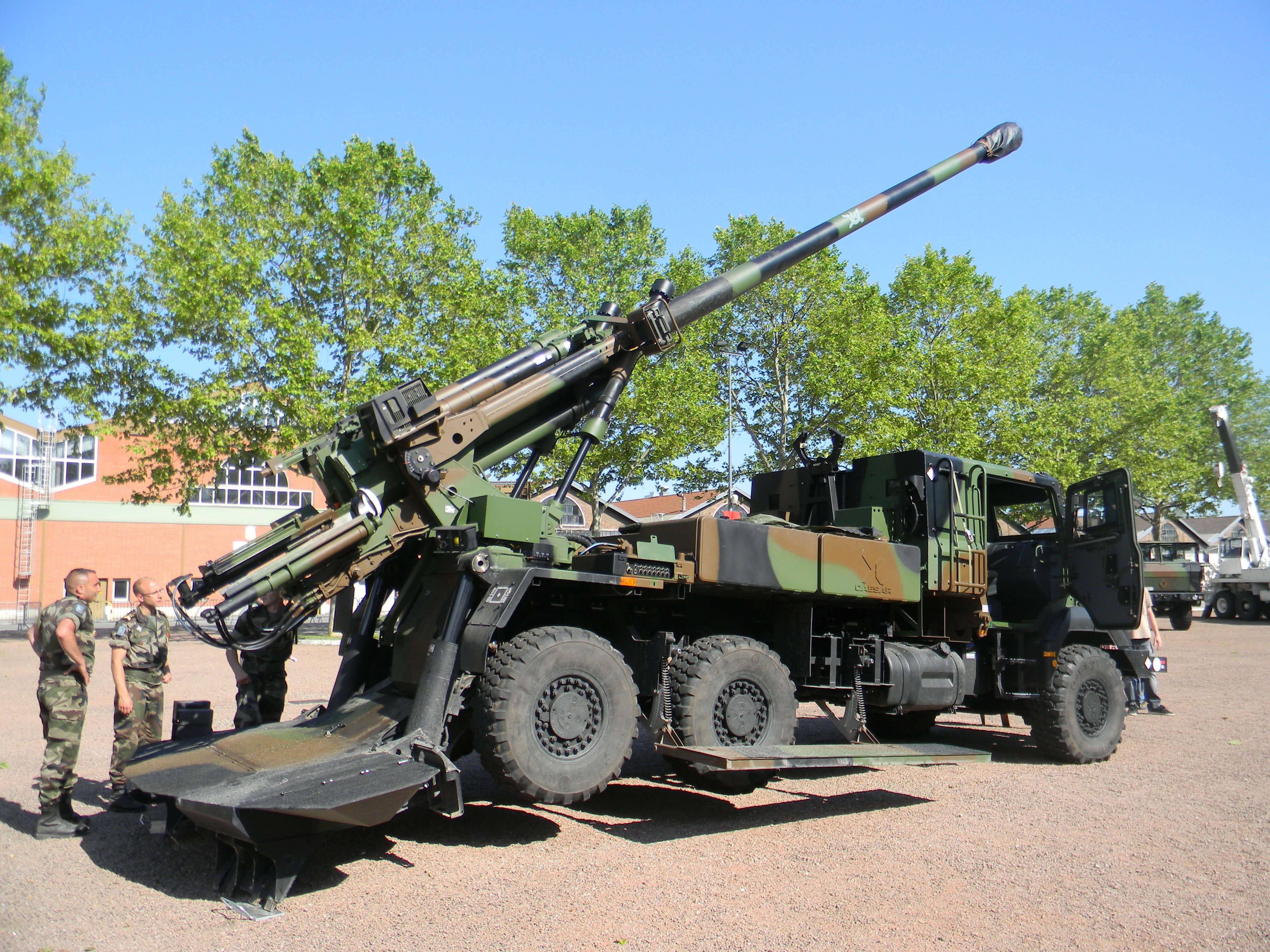
Un camion équipé d'un système d'artillerie de la première batterie du régiment en 2013.

- La 1re batterie est dépositaire des traditions du 69e RAA. Elle a pour devise « Croire et lutter pour vaincre ».
- La 2e batterie est dépositaire des traditions du 63e RAA. Elle a pour devise « Croche et tient », héritée de son passé « colonial » au sein du 21e RIMa. (5e batterie).
- L’histoire de la 3e batterie commence le 16 avril 1941 à la création du Ier groupe (1re, 2e et 3e batteries) du 68e RAA à Sidi-Bel-Abbès. Elle est dépositaire des traditions du 62e RAA et a pour devise « Bec et ongles ».
- La 4e batterie du 68 est la première unité professionnelle du régiment formée au sein du corps. Héritière du 2e groupe du 68e régiment d’artillerie d’Afrique crée le 1er juin 1941 à Blida. Elle est dépositaire des traditions du 64e RAA et sa devise est « Force le sort ! ».
- La 5e batterie est l’unité d’intervention de réserve du régiment. Elle est dépositaire des traditions du 65e RAA et sa devise est « Servir sans compter ».
- La Batterie de Commandement et de Logistique (BCL). Sa devise est « La gloire par la difficulté ».
- La Batterie d'Acquisition spécialisée (BAS) anciennement BRB (Batterie de Renseignement Brigade) est dépositaire des traditions du 66e RAA. Elle a pour devise « Cherche et frappe ».

### Missions
Le régiment est particulièrement tourné vers l’engagement opérationnel, il part chaque année remplir des missions sur les cinq continents :
- Opération Barkhane : Mali, Tchad, République de Côte d’Ivoire ;
- Opération Chammal : ouverture du théâtre en 2016 en Irak puis 2018 et 2019 ;
- EAU : Émirats-Arabes-Unis ;
- Proterre : Guyane, Polynésie Française, territoire national ;
- Opération Sangaris : République Centrafrique ;
- Opération Serval : ouverture du théâtre au Mali en 2013.

Situations
- Appui direct des unités au contact ou groupement interarmes.
- Neutralisation dans la profondeur du dispositif ennemi.
- Recueil du renseignement au contact de l'ennemi ou dans les arrières de ses lignes, grâce aux équipes d'observation et à ses radars.
- Tir de contre batterie.
- Défense sol-air très courte portée anti-aéronef ou drone.
- Recueil du renseignement multi capteurs au profit de la brigade.

## Matériels
Il est organisé selon le système d'arme ATLAS, intégrant :
- 16 CAESAR de 155 mm[21] / (dotation futur Mk2)[22].
- 16 Mortiers de 120 mm[23].
- 18 postes de tir Mistral[24].
- Station de sondage SEPHIRA (Station d'Elaboration de Profil Atmosphérique pour l'Artillerie Sol-Sol)[25].
- Radar d'acquisition MURIN (Moyen de surveillance Utilisant un Radar d’observation des Intervalles)[26].
- Radar d'acquisition sol-air MARTHA-NC1[27].
- Drone de Reconnaissance Au Contact (DRAC)[28].
- Drone Black Hornet[29].
- Système de Mini-Drônes de Renseignement (SMDR)[30].
- Véhicule de l'Avant Blindé (VAB)[31] :
  - VAB OBS - observation
  - VAB ATLAS - commandement et de liaison numérisée de l’artillerie
  - VAB T20/13 - avec canon de 20 mm F2
- Porteur polyvalent logistique[32].
- Petit Véhicule Protégé (PVP)[33].
- ACMAT VT4.
- Masstech T4.

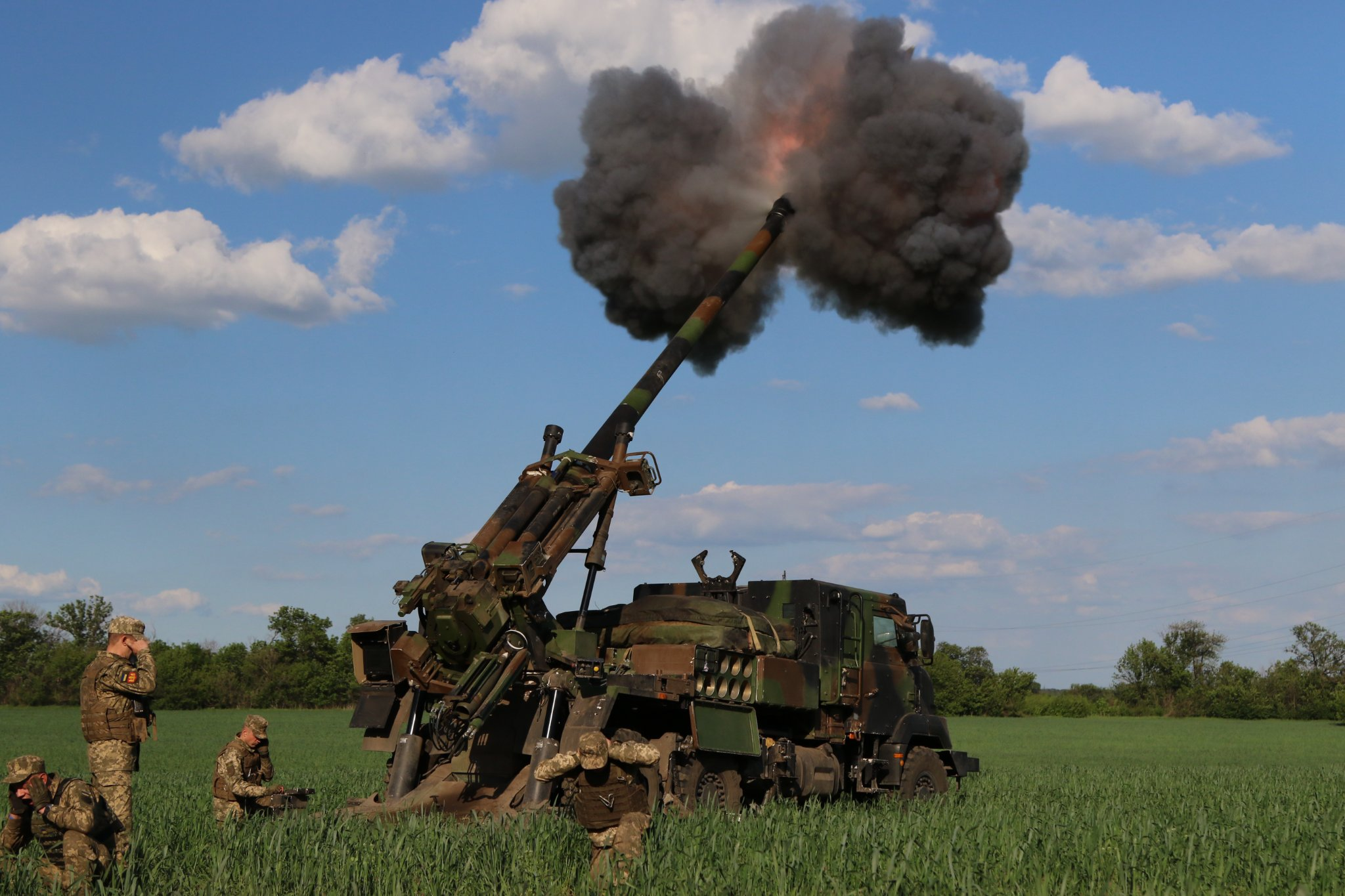
Artilleurs ukrainiens utilisant un CAESAR pendant l'invasion de l'Ukraine par la Russie en 2022.
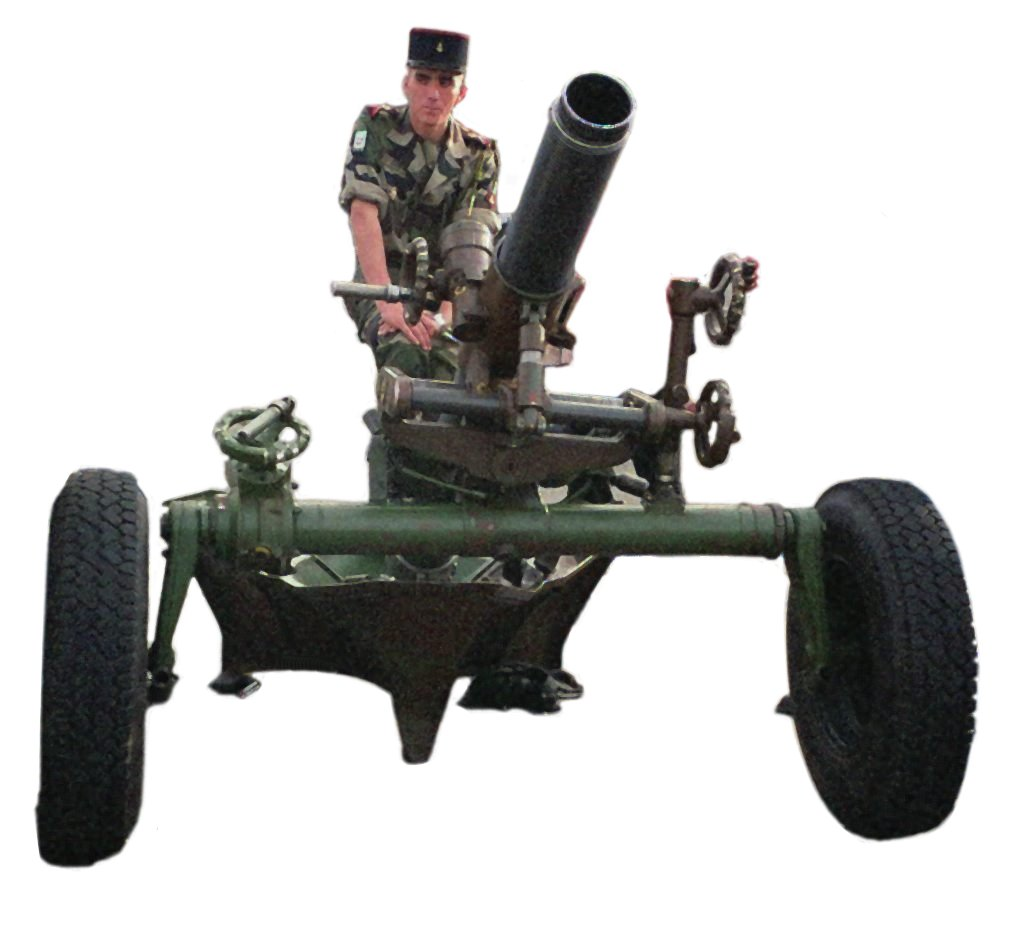
Le Mortier 120 mm Rayé Tracté Modèle F1 (MO 120 RT).
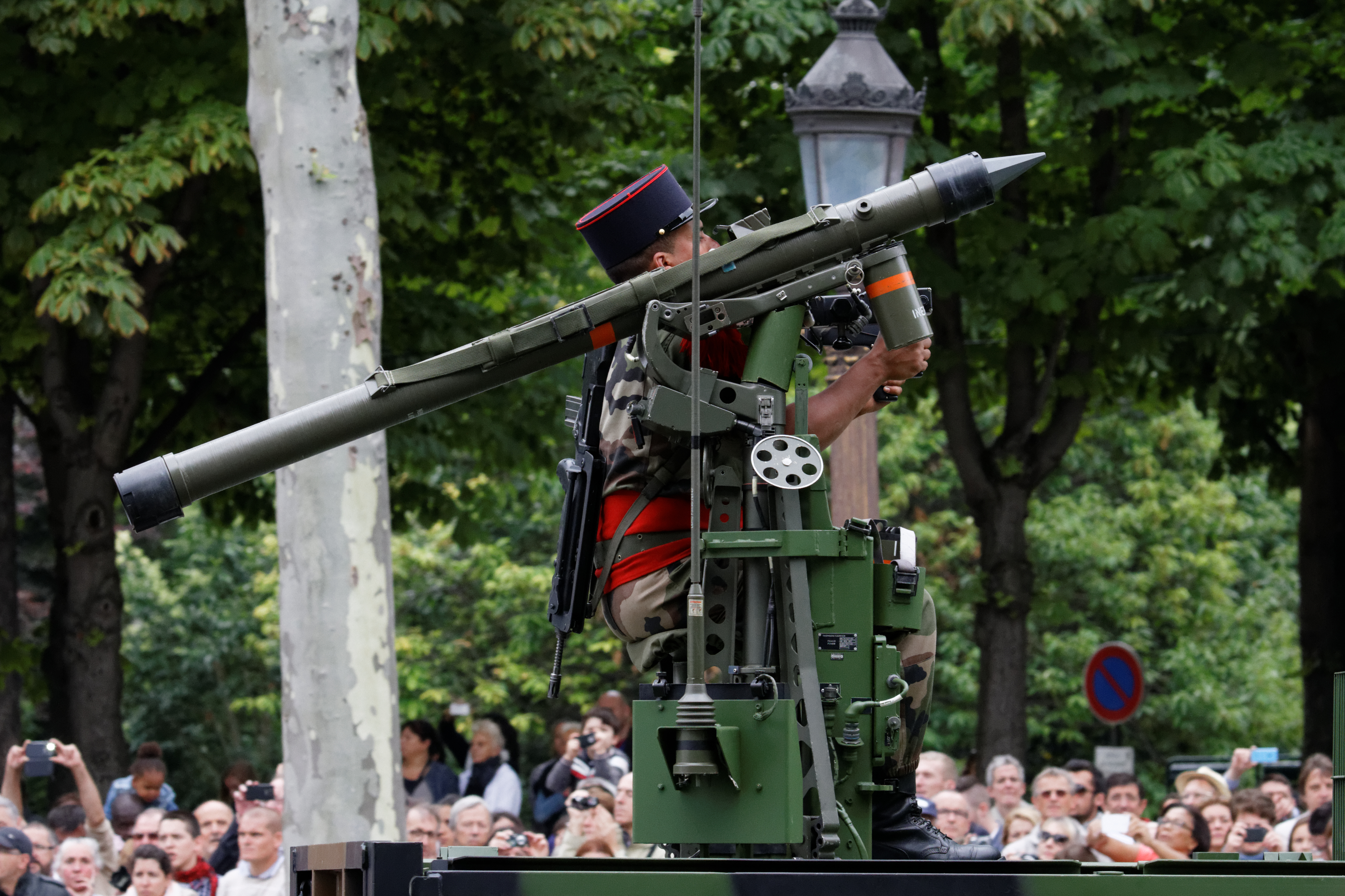
Poste de tir Mistral (missile).
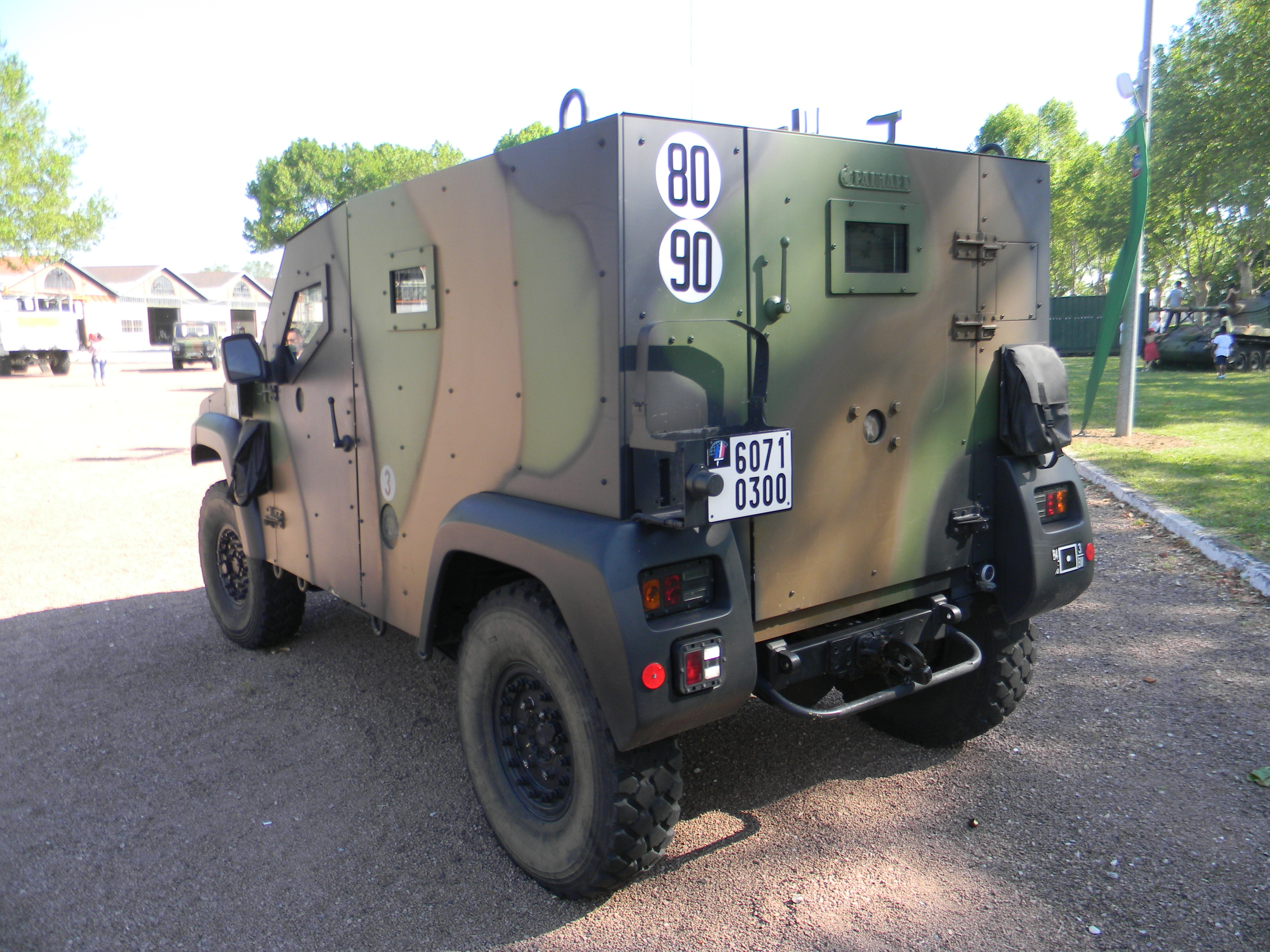
Un petit véhicule protégé (PVP) du régiment en 2013.
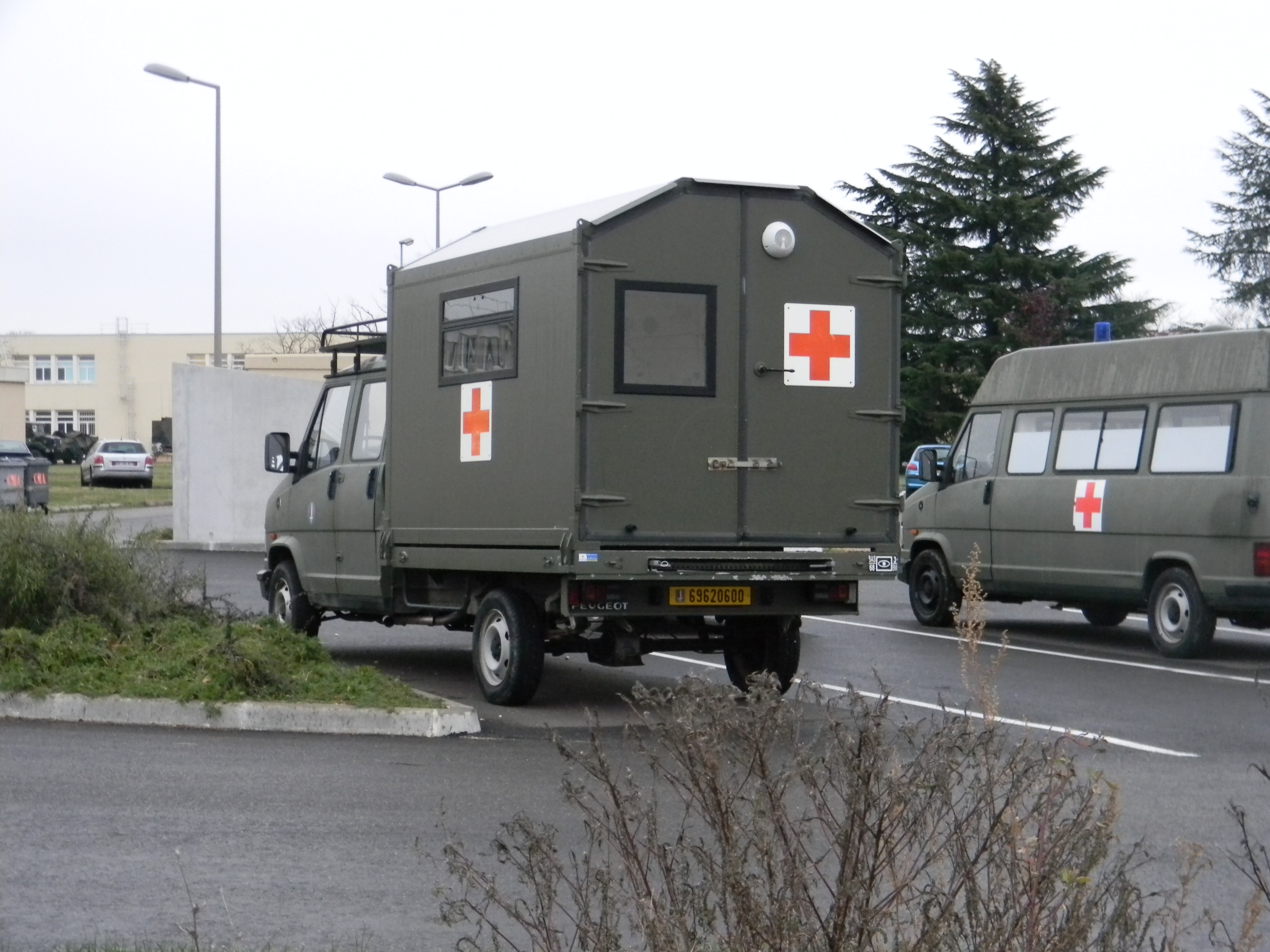
Camionnette militaire de secours de la batterie de commandement et logistique, au camp de La Valbonne.
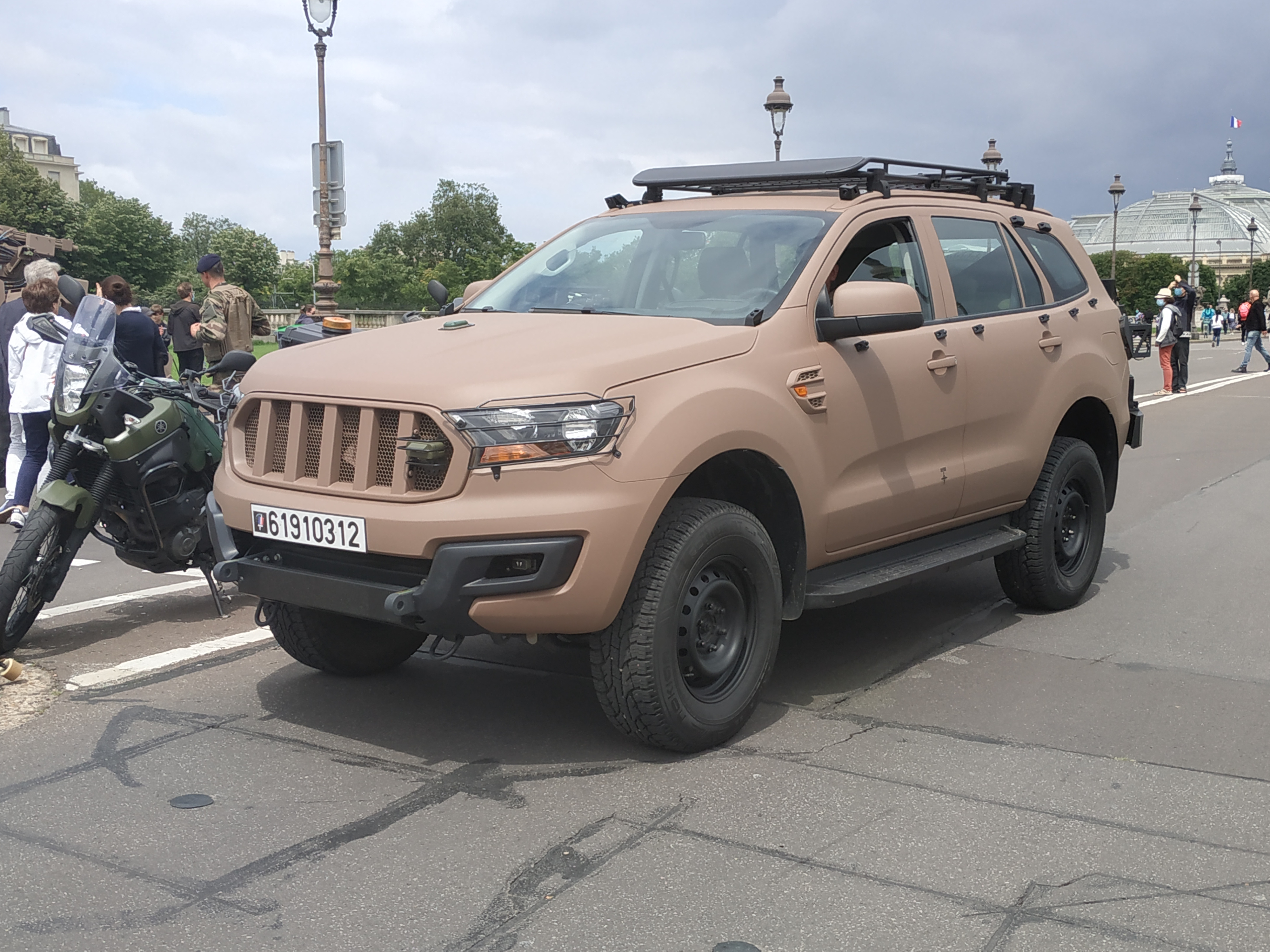
ACMAT VT4, couleur brun « Terre de France » en 2021.
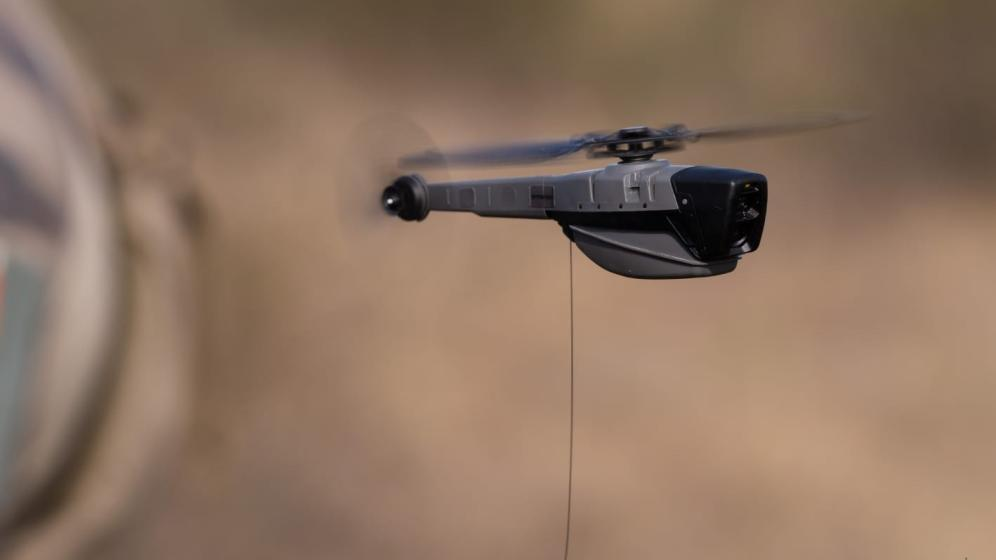
Micro-drone Black Hornet Nano, Mission Aigle au camp de Babadag, 2023.

## Sources et bibliographie
- Historique du 68e Régiment d'Artillerie d'Afrique.
- Histoire de l'armée française, Pierre Montagnon.
- Historique de l'artillerie française, H. Kauffert.
- François-Régis Legrier, Si tu veux la paix, prépare la guerre  (ISBN 978-2372711074).
- Ludovic Letrun et Jean-Marie Mongin, L'artillerie et le système Gribeauval 1786-1815, Tome 1, Histoire et Collections, 2014, 82 p. (ISBN 978-2352503170).
  - L'artillerie et le système Gribeauval 1786-1815, Tome 2, 2015, 84 p.  (ISBN 978-2352503958).
- Lorédan Larchey, Les origines de l'artillerie française, Massanne, 2019, 212 p. (ISBN 978-2911705441)Très belle compilation de planches venant de documents anciens tels que le traité de Paulus Sanctinus, du Re Militari de Valturi, ou de l'inventaire de Fernand d'Aragon.
- Philippe Pasteau, Nouvelle histoire de l'artillerie française : Une histoire des canons français, De Taillac, 2023, 200 p. (ISBN 978-2364452350).

## Personnalités ayant servi au sein du régiment
- Florent Manaudou[34].
- Guy Rabier surnommé par ses pairs "l'ours puissant".